# 38-й танковый корпус (вермахт)
38-й танковый корпус (нем. XXXVIII. Panzerkorps) — оперативно-тактическое объединение сухопутных войск нацистской Германии периода Второй мировой войны. Создан 31 декабря 1944 года из 38-го армейского корпуса. Танков в составе корпуса не имелось.

## История корпуса
В 1945 году — бои в Курляндском котле.
Прекратил сопротивление советским войскам после капитуляции Германии 9 мая 1945 года.

## Состав корпуса
- 122-я пехотная дивизия
- 329-я пехотная дивизия

## Командир корпуса
Генерал артиллерии Курт Херцог